# ウィーン写本

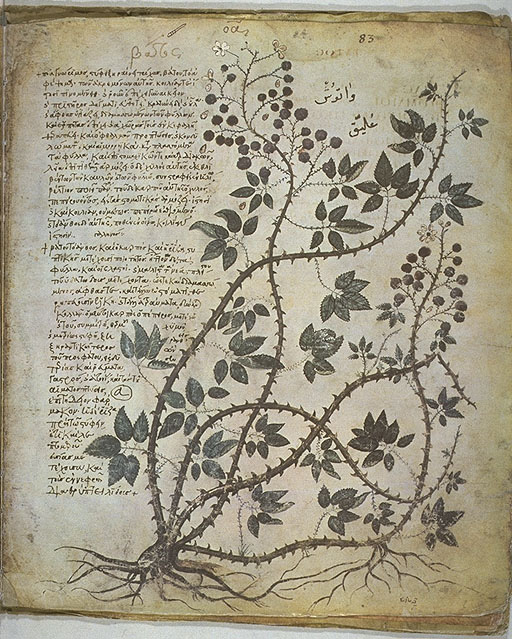
フォリオ 83r （Rubus tomentosus、ウーリーブラックベリー）

ウィーン写本、ヴィンドボネンシス（ラテン語: Codex vindobonensis）は、古代ローマの医師ディオスコリデス（40年頃 - 90年）による本草書『薬物誌』のギリシャ語の写本である。西ローマ帝国の皇女であった貴婦人アニキア・ユリアナ（462年 - 527/528年）に捧げるために、512年から520年のいずれかの年にコンスタンティノープルで作成された。現在ウィーンのオーストリア国立図書館に収蔵されている。
所在地のウィーンにちなんで、ウィーン写本、ヴィンドボネンシスと呼ばれる。また、生まれた場所からディオスクリデス・コンスタンティノポリタヌス、コンスタンティノポリタヌス写本、コンスタンティノープル写本とも呼ばれ、簡単にC写本といいならわされている。献呈者の名を冠し、アニキア・ユリアナ写本とも称される。現在｢ギリシア医学写本1」（Codex medicus graecus 1）という図書番号を持つ。
重要かつ貴重な古代末期のギリシャ語の写本で、現在は491枚の羊皮紙製のフォリオからなる。その内、現存する古いフォリオは481枚である。その古さと素材、度重なる使用から保存状態は良いとはいえず、何度も修復されている。すばらしい大文字体で書かれ、多くの彩色図が収められている。彩色図には、古代ギリシャの医師・本草家クラテウアス(紀元前1世紀)の植物画をコピーした図のように、写実的・立体的な美しい図と、図式的・平面的な図があり、これには呪術的なものも含まれる。内容は、ディオスコリデスの『薬物誌』をアルファベット順に並べ替えたものに、他の人物の小著が取り入れられている。「ウィーン写本」には、合理的であった元々の『薬物誌』とは対照的に、呪術的・異教的な内容もみられる。植物のアラビア名、ラテン名、ギリシア名、ペルシア名が書き込まれており、他にも多様な言語で多くの書き込みがある。
9世紀に渡って失われていたが、15世紀前半に表舞台に表れ、コンスタンティノープルのプロドモス修道院の修道士によって製本し直された。オスマン帝国皇帝スレイマン2世の侍医であったユダヤ人モーセ・ハモンのものであったが、神聖ローマ帝国皇帝フェルディナントによってオスマン帝国に派遣された大使で本草家のオージェ・ギスラン・ド・ブスベック(Ogier Ghiselin de Busbecq)がウィーン写本を見つけ、ハモンの息子からブスベックの仲介で神聖ローマ帝国皇帝マクシミリアン2世に売却された。これにより、1569年にウィーンの宮廷図書館にもたらされた。神聖ローマ皇帝の侍医で王室史編纂家のＪ・サンブクスや、植物学者レンベルト・ドドエンス、カロルス・クルシウスらの関心を集めた。

## 由来

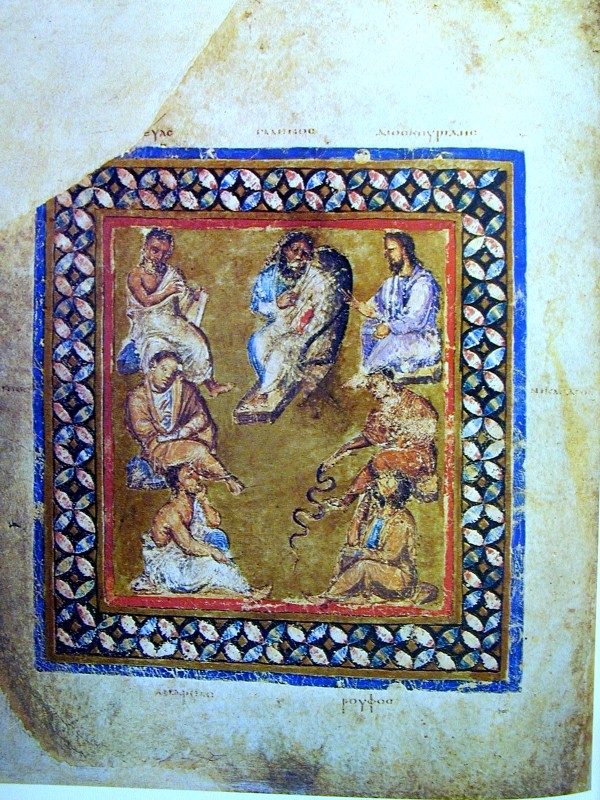
フォリオ 3v。『薬物誌』の写本であるにもかかわらず、中央にガレノスが配されている。右上段がディオスコリデス。右中段ニカンドロス、右下段エフェソスのルフォス、左上段クラテウアス、左中段アレクサンドリアのアポロニオス・ミュス（優れた医薬書を著しガレノスらに評価された）、左下段アンドレアス（紀元前222 - 204年、薬物・毒物の権威）。ギリシャ七賢人にあやかって7人となっている。

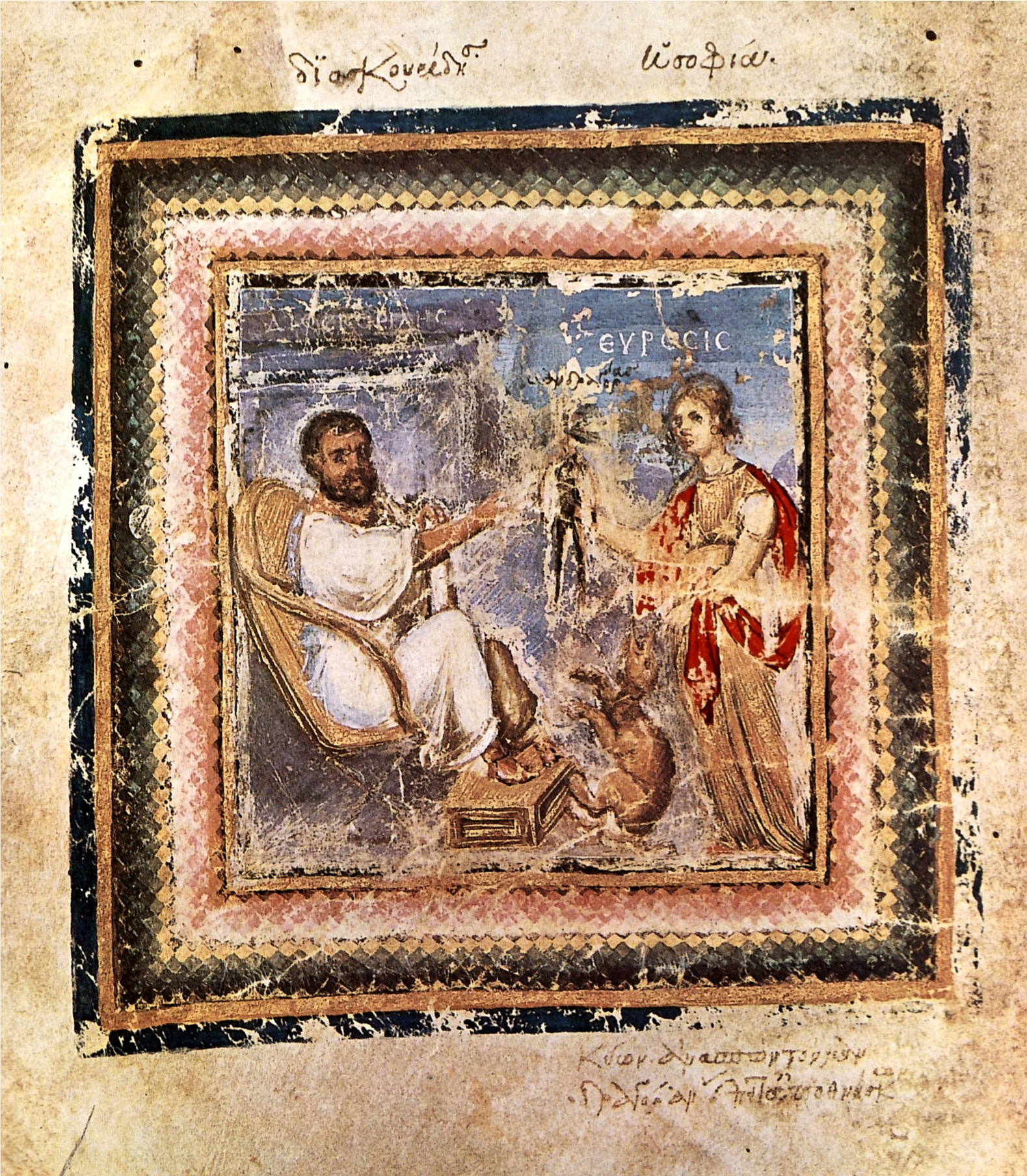
フォリオ 4v, ディオスコリデス。女性が人型のマンドレイクを持っている。足元に犬。当時はマンドレイクの悲鳴でショック死すると考えたため、犬に抜かせた。

ウィーン写本が捧げられたアニキア・ユリアナは、西ローマ帝国の富裕な名門アニキア家の出身で7カ月だけ西ローマ帝国皇帝であったアニキウス・オリュブリウスと、西ローマ皇帝ウァレンティニアヌス3世の娘プラキディアの間に生まれた。皇統の女性であり、西ローマ皇女であった。東ローマ帝国の名門出身の政治家アレオビンドゥスと結婚し、西ローマ帝国滅亡後も、裕福な女性パトロンとしてビザンティン美術・ビザンティン建築の歴史に名を残した。アニキア・ユリアナは512年か513年に、コンスタンティノープル市のホノラタエ地区に聖マリア教会を寄進した。同地区の市民たちは感謝のしるしとして、彼女にウィーン写本を献呈した。当時、一般に微細な彩色植物図葉に対する関心が高まっており、特に高貴な婦人たちに薬用植物の愛好者が多かった。
明治薬科大学の大槻真一郎は、ウィーン写本は、一定の美しい大文字体の様式と絵の具、その他から、ひとつのアトリエで作られたという見解を示している。

## 内容
『薬物誌』の写本は、本来の形を再現した5巻本のものと、各項目をアルファベット順に並べ直した「アルファベティクス」があり、ウィーン写本はアルファベティクスの系統に属する。アルファベティクスは元のものと順序だけでなく文脈も異なっており、おそらく3世紀初めに作られた。ウィーン写本は、有名な写本であるナポリ写本（ナポリタヌス写本、7世紀）と同じ原本からつくられたと考えられている。原本自体がぞんざいに書き上げられたものであるため、ウィーン写本とナポリ写本のどちらが写本として優れているかは判別し難い。羊皮紙製で、フォリオの形はほぼ正方形であり、491枚からなる。現存する古いフォリオは全部で481枚である。原本は546枚であり、65枚が失われた。フォリオの素材は、山羊や子牛、その胎児の皮の羊皮紙である。古さと素材、インクによる腐食、度重なる使用で傷みが激しく、何度も修繕された。元々の『薬物誌』に植物図は存在しないが、ウィーン写本には多くの図が収められている。
『薬物誌』の「アルファベティクス」に、クラテウアス(紀元前1世紀)の植物図やパンフィロス（1世紀）の植物の異名が混成され、他の人物の小著が取り入れられている。
構成は次のとおりである。
- 「ディオスコリデスの植物図葉集（本草）」：薬用植物図383箇がアルファベット順に並べられている。内容は薬草の名前のリスト、医薬的な作用や処方の説明などで、説明の多くがディオスコリデス『薬物誌』に由来する。
- 「（神に浄められた）植物の力についての詩」：作者は不明であるが、おそらくエフェソスのルフォス（英語版）（紀元前1世紀、トラヤヌス帝時代の医師・薬剤師）であると考えられている。5枚のフォリオに、16の植物とそれが捧げられた神々、植物の採取法や採取時期、薬効などを謳った、呪文めいた調子の216行のヘクサメトロス（六脚韻）が収められている。
- コロポンのニカンドロス（紀元前2世紀、古代の有名な教訓詩人）の「蛇の毒に対する薬」（テリアカ（英語版））に対するエウテクニオスによる解説。主に描かれた蛇の図は、単調で図式的なものである。
- 同じくニカンドロスの「食中毒の薬」（アレクシファルマカ）についての詩に対するエウテクニオスの解説。
- ギリシアの教訓詩人オッピアノス（2～3世紀）の「魚𢭐の詩」（ハリエウティカ）についての無名人物の解説。図はない。
- ディオニシオス[6]「鳥と鳥捕獲についての詩」（オルニティア）に対する無名人物の解説。非常に貴重な史料であり、「ウィーン写本」に残された意義は大きい。鳥の図はかなり写実的に描かれている。

以上が薬物学的内容のグループで、この前に12枚、後ろに6枚のフォリオがある。
植物図は全て手本となった模範図があり、それを模写したものだと考えられている。大文字で書かれた旧インデックスの植物図は立体的・写実的であり、植物の美しさが鮮やかな色彩で表現されている。うち11の図はクラテウアスの植物図を模倣したものである。小文字で書かれた新しいインデックスのものは、平面的・図式的であり、写実性に乏しく、彩色も単調で精彩がない。これは画家の技量の問題だけでなく、模範図自体が旧インデックスの図の手本になったものより、かなり劣っていたとも考えられる。「鳥と鳥捕獲についての詩」（オルニティア）に対する解説には、鷹などさまざまな鳥の絵が添えられている。

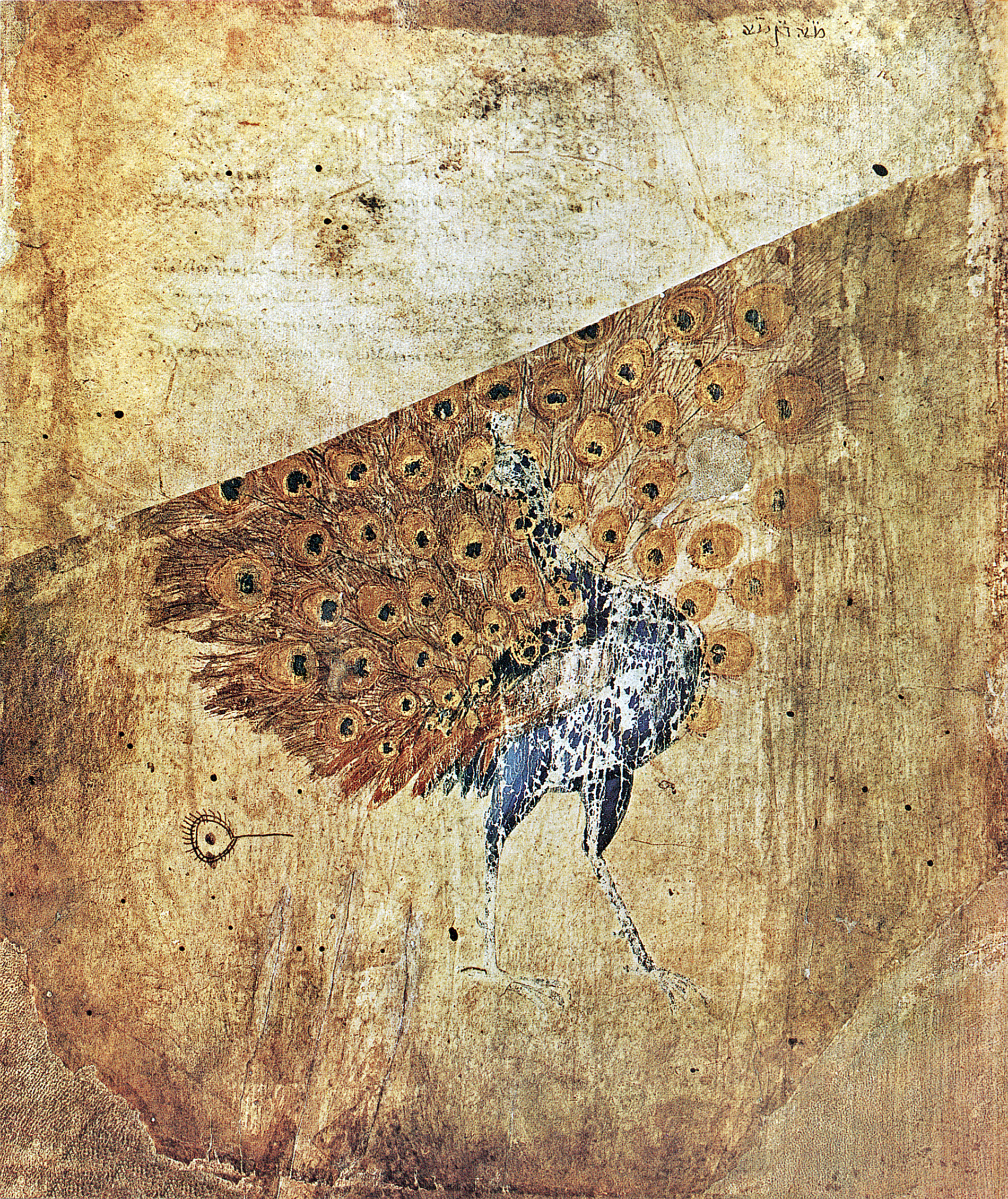
フォリオ 1v, 孔雀
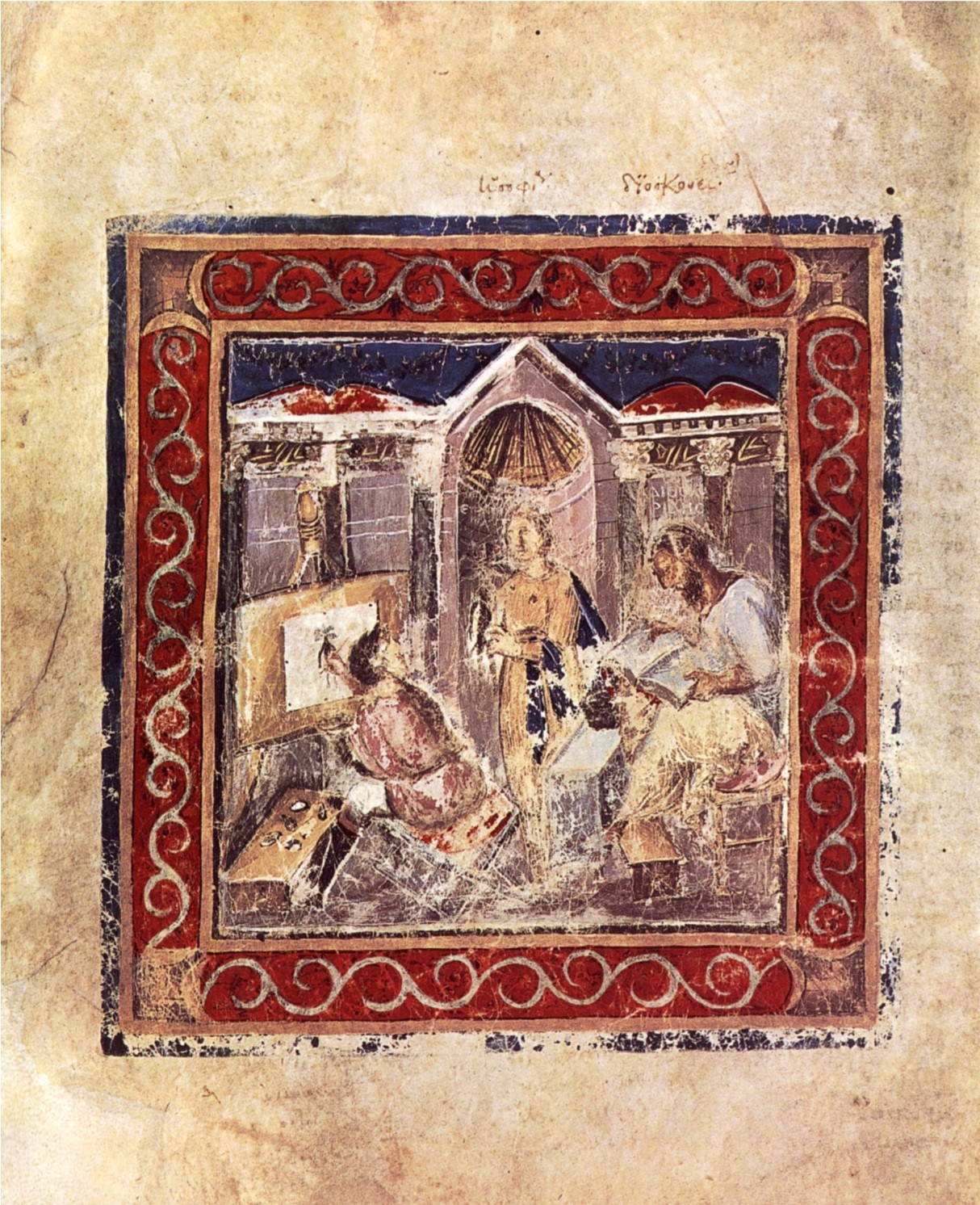
フォリオ 5v, ディオスコリデス
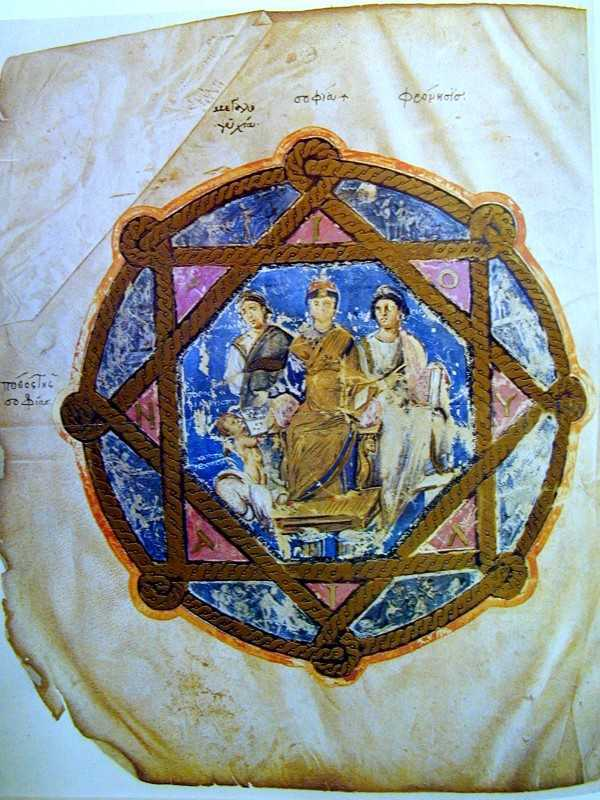
フォリオ 6v, 献呈図（英語版）（中央がアニキア・ユリアナ）
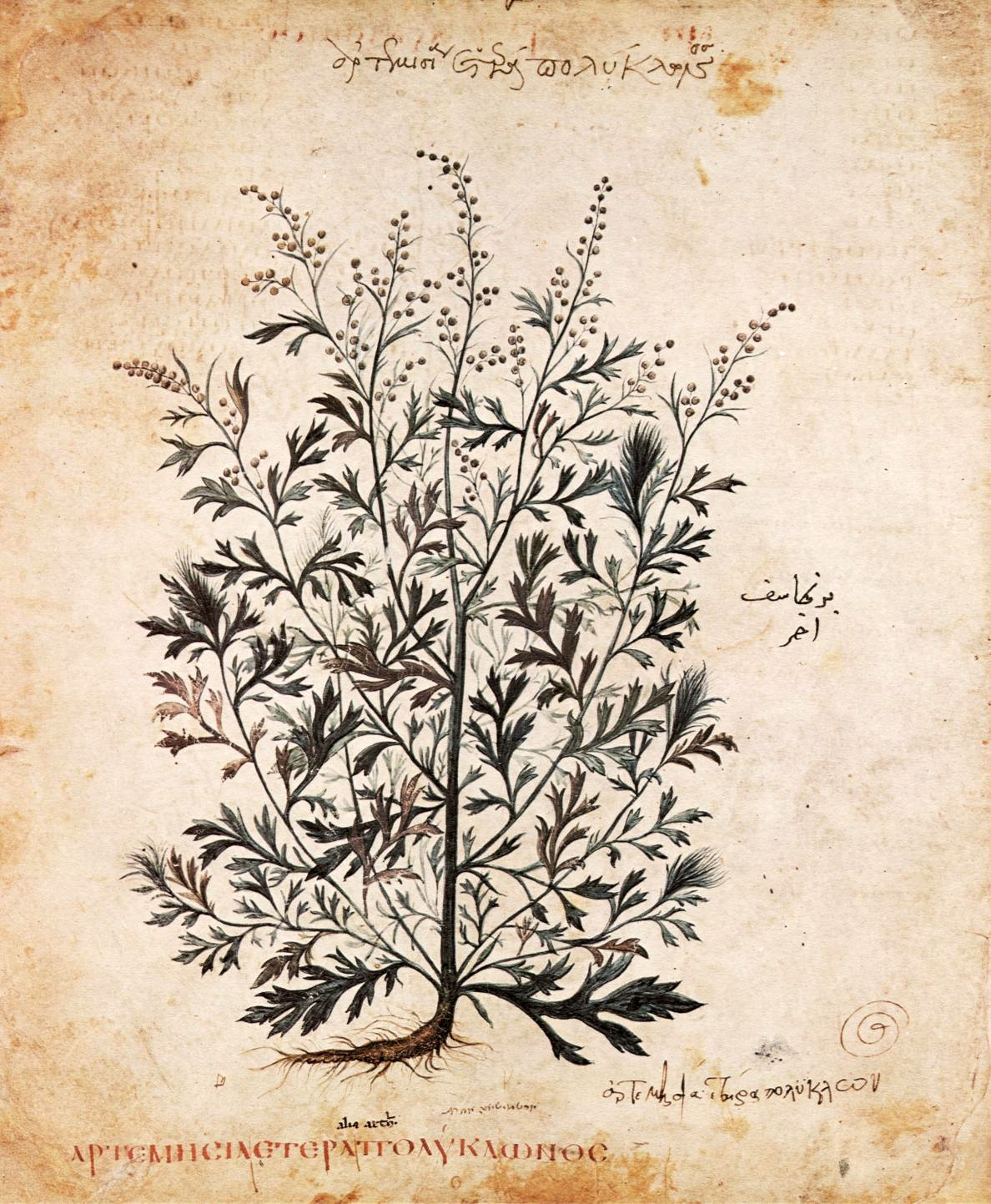
フォリオ 20v, ヨモギ
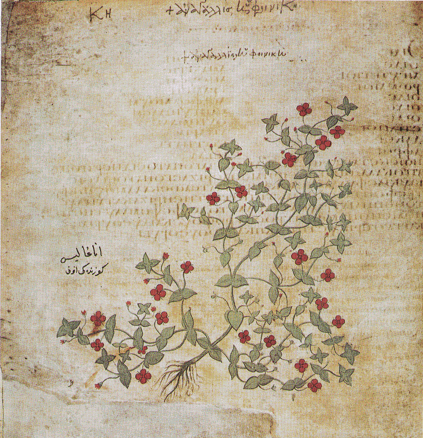
フォリオ 39v, ルリハコベ
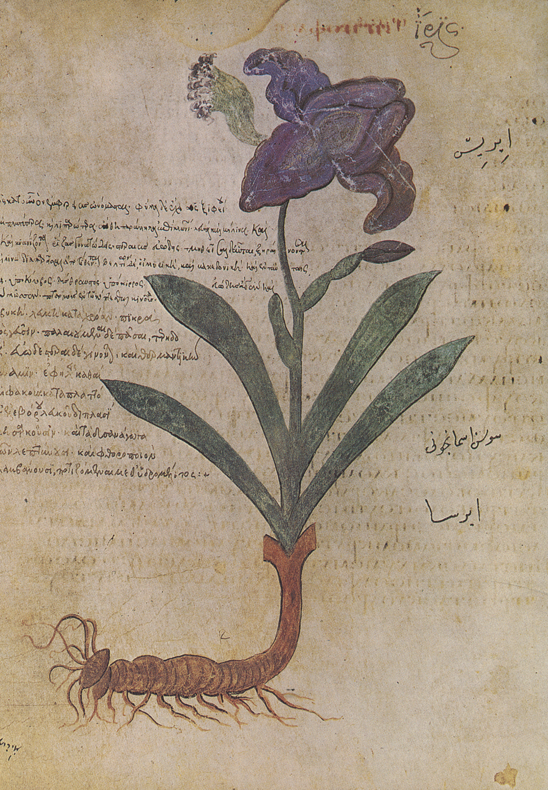
フォリオ 147v, アヤメ
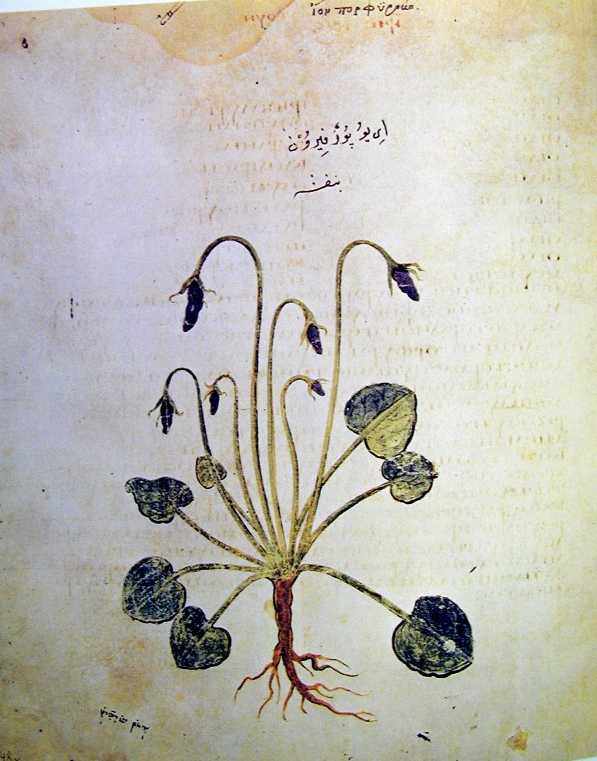
フォリオ 148v, スミレ
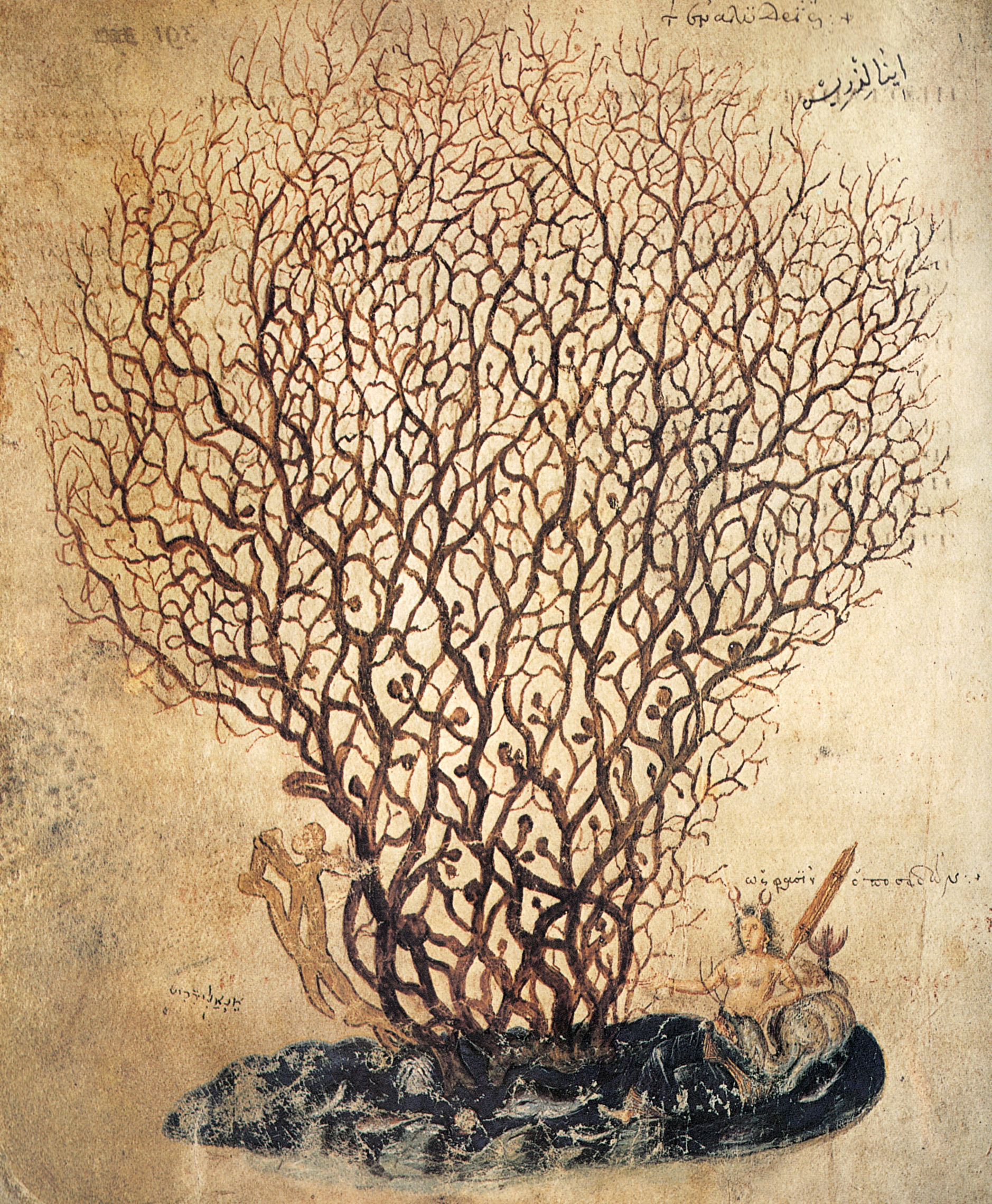
フォリオ 391v, 珊瑚
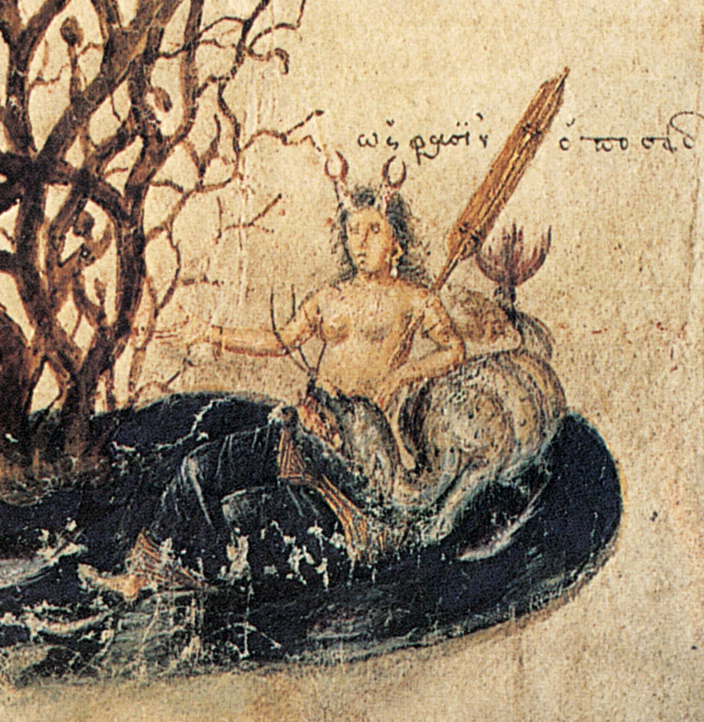
フォリオ 391v, 右下拡大図
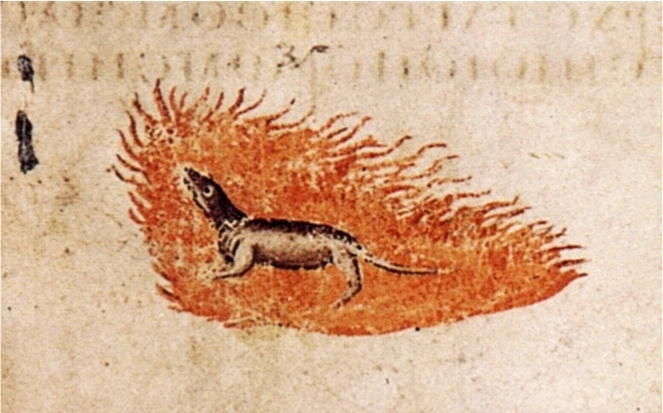
フォリオ423r, サラマンダー
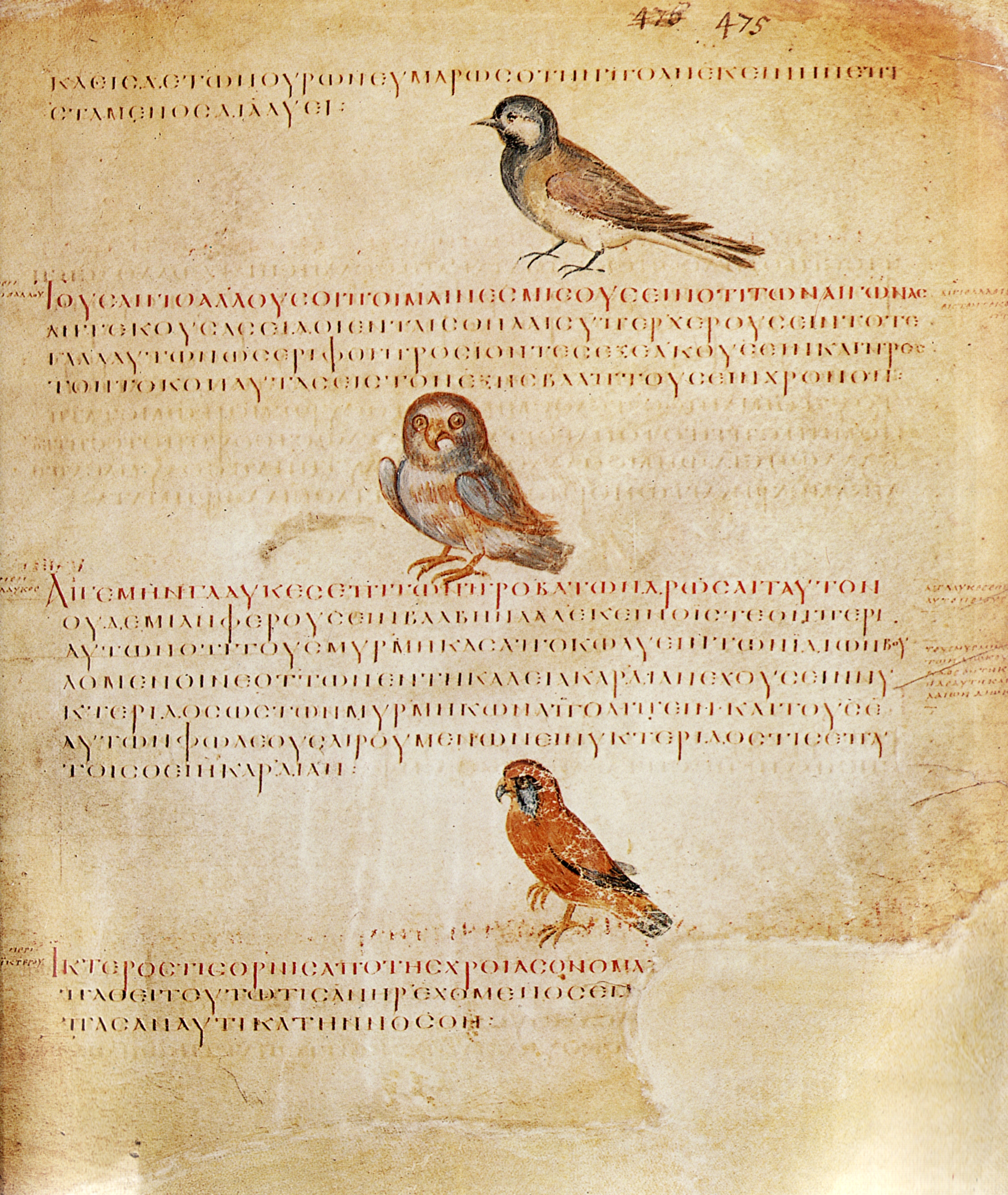
フォリオ 475r, 鳥
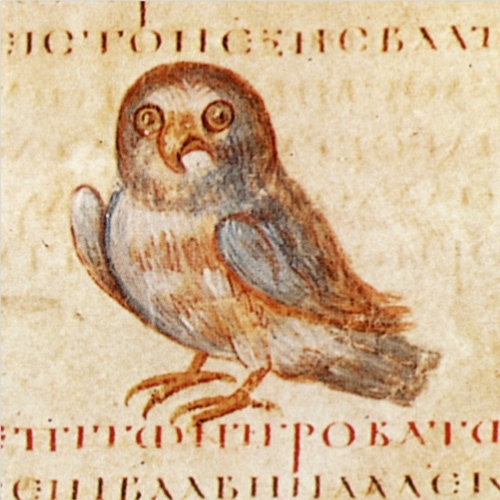
フォリオ 475r, コキンメフクロウ（中段拡大図）
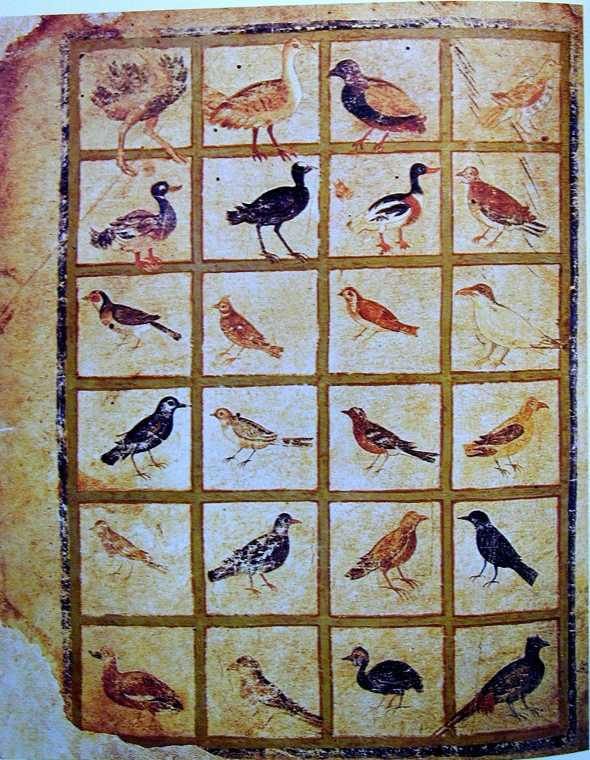
フォリオ 483v, 鳥
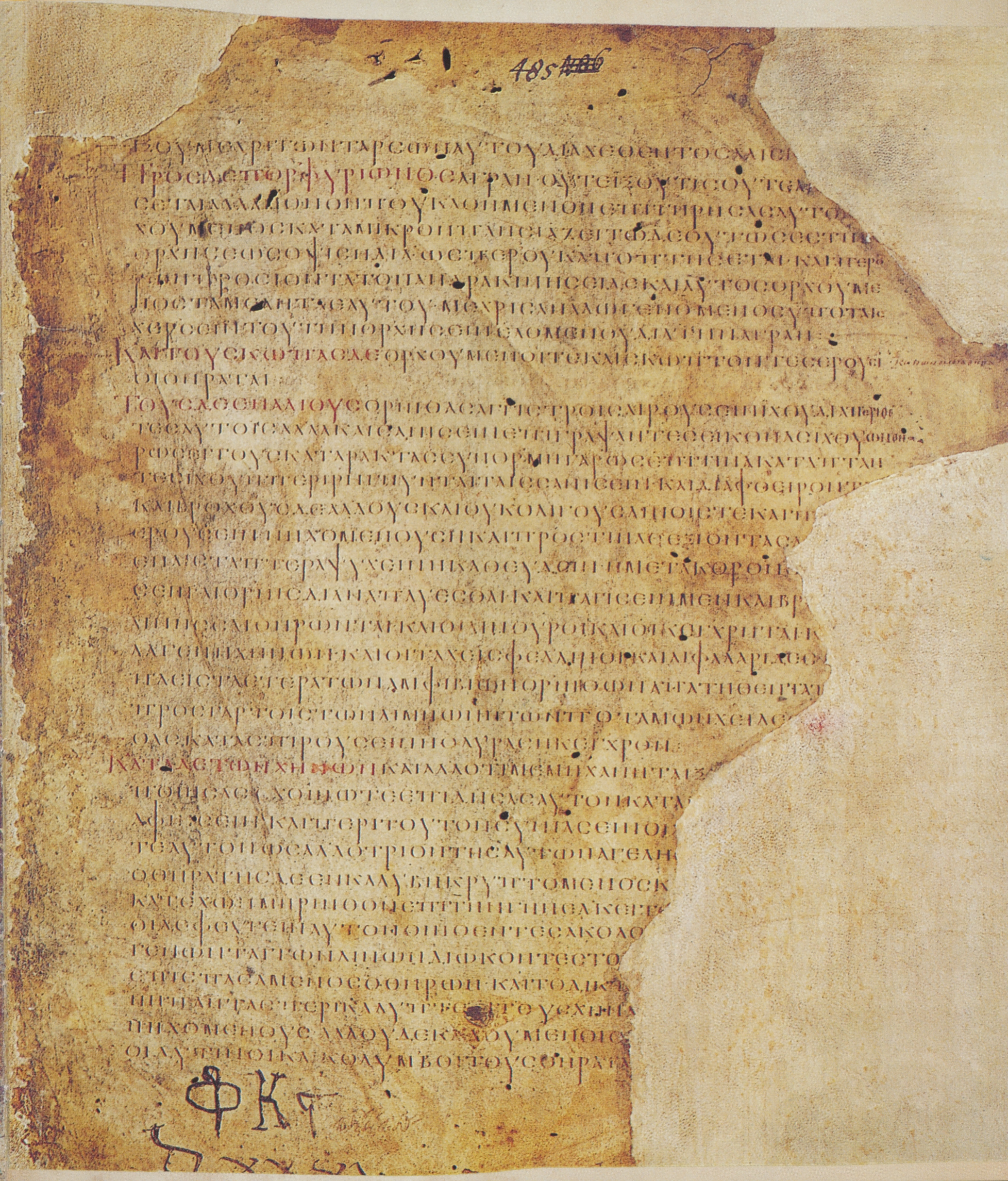
フォリオ 485v。損傷がある。